# A Temporary Vagabond
A Temporary Vagabond è un film muto del 1920 scritto, diretto e interpretato da Henry Edwards

## Trama
Figlio di un signorotto locale, un romanziere diventa il benefattore del villaggio.

## Produzione
Il film fu prodotto dalla Hepworth.

## Distribuzione
Distribuito dalla Butcher's Film Service, il film uscì nelle sale cinematografiche britanniche nel gennaio 1920.
Si pensa che sia andato distrutto nel 1924 insieme a gran parte degli altri film della Hepworth. Il produttore, in gravissime difficoltà finanziarie, pensò in questo modo di poter almeno recuperare l'argento dal nitrato delle pellicole.